# Чернів (зупинний пункт)
Че́рнів — пасажирський залізничний зупинний пункт Івано-Франківської дирекції залізничних перевезень Львівської РФ ПАТ Укрзалізниця.Розташований  за 2 км. на північний захід від села Чернів,та за 1 км. на захід від села Журів,Івано-Франківського району, Івано-Франківської області на лінії Ходорів —  Івано-Франківськ між станціями Букачівці (6 км) та Журавно (5 км).
Станом на лютий 2019 року щодня чотири пари дизель-потягів прямують за напрямком Ходорів — Івано-Франківськ.